# 고조다
고조다(高助多, ?~?)는 고구려의 태자이자 장수왕의 장남이다. 문자명왕의 아버지이기도 하다.

## 생애
장수왕의 아들로 태어난 고조다는 태자와 고추대가를 역임하는 등, 정치 실력이 있었고 왕이 되고 싶었으나, 아버지 장수왕이 97세까지 장수하는 바람에, 아버지보다 먼저 죽고 말았다.
이후 장수왕의 다른 아들 역시 일찍 사망하였으므로 후계자는 고조다의 아들 문자명왕이 계승했다. 그러나 아들 문자명왕이 아버지 고조다를 왕으로 추존했다는 기록은 남아 있지 않다.

## 가계
- 부왕 : 장수왕(長壽王, 394~491, 재위:412/413~491)
- 모후 : 미상
  - 태자 : 고조다(高助多)
  - 부인 : 미상
    - 아들 : 문자명왕(文咨明王, ? ~519, 재위:491~519)

  - 누이 : 횡성 고씨(橫城 高氏) 공주(이름 미상)[1]
  - 사촌 : 고승우(高升于)